# Kölner Zeitungskrieg
Der Kölner Zeitungskrieg war die Auseinandersetzung zwischen kostenlosen Gratiszeitungen und den etablierten Tageszeitungen im Kölner Stadtgebiet ab 1999. Bereits im Juli 2001 kam es zur Einstellung der Gratiszeitungen, wodurch der Streit faktisch beendet wurde.

## Entstehungsgeschichte
Marktführer unter den Boulevardzeitungen in Köln war und ist der Express (Hauptausgabe Köln/Bonn) mit einer verkauften Auflage von 63.373 Exemplaren, gefolgt von der Bild mit einer Auflage von 17.436 Exemplaren (2012). Diese Marktführer-Stellung geriet in Gefahr, als ab 13. Dezember 1999 die unentgeltliche und anzeigenfinanzierte Tageszeitung 20 Minuten mit einer Auflage von 150.000 Exemplaren in Köln erschien.
Diese Gratiszeitung wurde von der Berliner Schibsted AG, einem Tochterunternehmen der norwegischen Schibsted-Verlagsgruppe, herausgebracht. Ihr Umfang betrug 24 Seiten, die sich vor allem an einen jungen Leserkreis wandten; sie wurde im Stadtgebiet kostenlos verteilt.
Hierin sahen die etablierten Tageszeitungen einen unlauteren Wettbewerb, sodass der Axel-Springer-Verlag am 17. Dezember 1999 Klage vor dem Landgericht Berlin erhob. Der Springer-Verlag konnte eine einstweilige Verfügung des Landgerichts Berlin erwirken, die der Schibsted AG verbot, unter dem Titel „20 Minuten“ und/oder einem anderen Titel ein montags bis freitags erscheinendes Presseerzeugnis mit einem Inhalt wie und in der Aufmachung einer Tageszeitung mit überregionalen und regionalen Nachrichten unentgeltlich zu verbreiten und/oder abgeben zu lassen. Dieses Urteil wurde durch Urteil des Kammergerichts Berlin vom 11. Februar 2000 aufgehoben.
Bereits am 13. Februar 2000 begann die Schibsted AG damit, die ausschließlich durch Anzeigen finanzierte Zeitung in allen Kölner Straßenbahn- und U-Bahn-Stationen in dort eingerichteten eigenen Zeitungsautomaten auszulegen und von Mitarbeitern an belebten Stellen im Kölner Stadtgebiet flächendeckend zu verteilen. Vorbild war ein erfolgreiches Geschäftsmodell aus Schweden. In Stockholm hatte der Schibsted-Konkurrent Stenbeck 1995 die kostenlose U-Bahn-Zeitung Metro gestartet.

## Reaktion der etablierten Tageszeitungen
Hierauf reagierten die etablierten Zeitungsverlage und brachten ihrerseits kostenlose Exemplare als Abwehrreaktion auf den Markt.

### Köln Extra
Der Berliner Axel-Springer-Verlag sah den Marktanteil der Regionalausgabe Bild Köln bedroht und begann am gleichen Tag den Vertrieb von Köln Extra. In offiziellen Erklärungen wurde die 24-seitige Tageszeitung, die ebenfalls kostenlos verteilt wurde, als Abwehrmaßnahme bezeichnet. Die Auflage betrug rund 100.000 Stück und wurde vom Tochterunternehmen as extra medien GmbH herausgegeben, die Zentralredaktion befand sich in Hamburg.

### Kölner Morgen
Nachdem der Kölner DuMont-Verlag zunächst eine kostenlose Leseprobe des Kölner Express verteilt hatte, brachte er ab dem 14. Februar 2000 die Gratiszeitung Kölner Morgen heraus. Auch diese hatte einen Umfang von 24 Seiten, die Auflage betrug ebenfalls rund 100.000 Stück. Chefredakteur dieser Zeitung war Dieter Grospitz, Verlagsleiter Robert Danch.

## Fortsetzung des Rechtsstreits
Das Berliner Kammergericht sah in den Auflageneinbußen der Bild Köln keine Schädigung des Pressevertriebsmarktes. Daraufhin klagte der die Kölner Boulevardzeitung Express vertretende Verlag M. DuMont Schauberg gegen die kostenlose Abgabe einer ausschließlich anzeigenfinanzierten Tageszeitung, weil er hierin einen Verstoß auf der Basis der Rechtsprechung des Bundesgerichtshofs erblickte. Dies sei unlauterer Wettbewerb, der als Marktstörung gegen § 1 UWG verstoße.
Bereits das Landgericht Köln wertete eine Gratiszeitung zwar als potentiellen Verstoß gegen § 1 UWG, sah in diesem Fall jedoch kein „übertriebenes Anlocken“, keinen „Vernichtungs- oder Behinderungswettbewerb“ und auch keine „Marktstörung“. Das Oberlandesgericht Köln entschied in dieser Sache im Mai 2001, dass die kostenlose Abgabe der ausschließlich durch Anzeigenwerbung finanzierten Tageszeitung „20 Minuten Köln“ im Sinne des § 1 UWG nicht sittenwidrig ist. Zudem bedeute allein die Tatsache, dass eine gewöhnlich nur gegen Entgelt erbrachte Leistung unentgeltlich erbracht werde, regelmäßig noch keine wettbewerbswidrige Marktstörung. Der Bundesgerichtshof bestätigte im Revisionsverfahren im November 2003 das Urteil des OLG Köln und fügte hinzu, dass auch kostenlose Pendlerzeitungen wie „20 Minuten“ wie etablierte Tageszeitungen durch das Grundrecht der Pressefreiheit geschützt seien und dieses Vorrang vor dem Gesetz gegen den unlauteren Wettbewerb habe, solange keine existenzbedrohenden Auswirkungen nachgewiesen würden; kauf- und anzeigenfinanzierte Zeitungen seien im Wettbewerb gleichberechtigt.

## Einstellung aller drei Gratiszeitungen
Noch vor dem endgültigen BGH-Urteil erschien bereits am 11. Juli 2001 die letzte Ausgabe von „20 Minuten Köln“. Die Schibsted-Verlagsgruppe ließ verlauten, dass die Verteilung des Blatts nicht wirtschaftlich sei, solange man sich auf den Raum Köln beschränke. Eine Ausweitung auf die Bundesrepublik, die vermutlich mehr Anzeigenkunden gebracht und dem Blatt zu mehr Wirtschaftlichkeit verholfen hätte, wurde zuletzt 2002 verworfen. Köln Extra wurde am 12. Juli eingestellt, Pläne zur Neupositionierung wurden im Oktober 2001 verworfen. Der Kölner Morgen folgte am 13. Juli 2001.
In allen drei Verlagsgruppen sorgten die defizitären Gratiszeitungen für größere Verluste. Die Financial Times Deutschland sprach zum Zeitpunkt der Einstellung (für das Jahr 2000) von 10 Mio. DM Aufwand bei Schibsted und „einem hohen einstelligen Millionenbetrag“ als Verlust bei Axel Springer. Die Verluste bei DuMont wurden „ähnlich hoch“ eingeschätzt.